# 巴黎公社 (1789年—1795年)

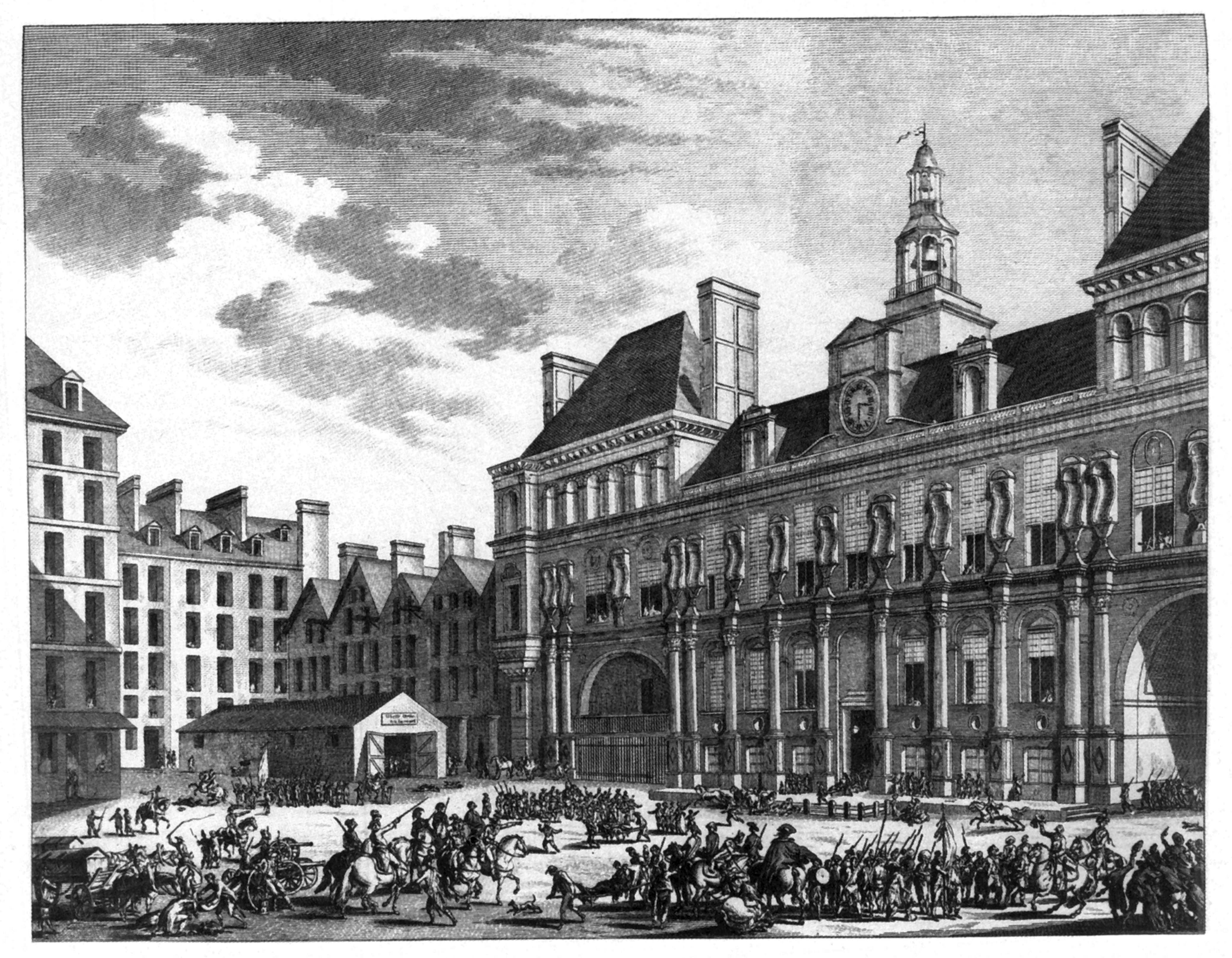
法国大革命时期的巴黎市政厅

巴黎公社（法語：Paris Commune）是法国大革命中1789年至1795年巴黎的管治机构。它在攻陷巴士底狱后建立于巴黎市政厅。1792年8月10日前夜，起义者组建了全新的自治政府，并短暂地成为法国的国家权力机构。
巴黎自治政府的首任长官是让·西尔万·巴伊，他在1791年因练兵场惨案中不恰当地指派国民自卫军驱散暴动民众，受到反对而被杰罗姆·佩蒂翁·德·维伦纽夫取代。
1792年，公社被雅各宾派主导，雅各宾派当时因自抑法不在国民立法议会内。
1792年8月9日夜，一个由乔治·雅克·丹敦、卡米尔·德穆兰、雅克·R·埃贝尔领导的新的革命公社占领巴黎市政厅，次日叛乱者袭击杜伊勒里宫，当时国王一家正住在那里。在接下来的立宪危机中，行将崩溃的国民立法议会需要依靠公社的力量来确保其作为立法机构继续存在。获得权力的公社要求监管国王一家，将他们关押在圣殿塔。巴黎公社制作了一份反革命分子名单，出城的城门被关闭，8月28日市民遭到入屋搜查，表明理由是搜查各家的火枪。8月31日晚，巴黎的每个监狱都塞满了囚犯，9月2日九月屠杀开始。